# Myriopholis longicauda
Myriopholis longicauda — вид змій родини струнких сліпунів (Leptotyphlopidae). Мешкає в Південній Африці.

## Поширення і екологія
Myriopholis longicauda мешкають на півдні Малаві, в Мозамбіку, на півдні Замбії, в Зімбабве, на сході Ботсвани, на північному сході Південно-Африканської Республіки та в Есватіні. Вони живуть в саванах. Ведуть риючий спосіб життя. Відкладають яйця.